# Талиши
Талишите, наричани още толъши, са етнос, обитаващ Азербайджан и Северен Иран. В Азербайджан обитават областите Астара, Ленкоран, Лерик, Ярдъмлъ и частично Масалъ. Говорят талишки език от иранската езикова група. По-голямата част от талишите са мюсюлмани шиити, а останалите са сунити.

## Генетика
Според резултатите от изследване, проведено от руски генетици, описано в статията на Назарова, Асланишвили и Алхутова "генетика и антропология на Кавказ и проблема с произхода на бялата раса, с оглед оценка на генетичната разстояние на различни групи от населението от всяка друга страна, генетици Изследването е проведено сред 55 групи от населението на Европа, Азия, Америка, Африка и Океания по 28 алели, 12 локуса на белтъци, ензими и кръвни групи. Така според учените заключението е, че талишите са генетично по-близки до угро-финските народи, шведи, финландци, естонци и беларуси. генетично разстоянието между талишианс и беларуси е 0,01 конвенционални единици, т.е. генетичното им разстояние е равно на нула и можем да спорим за генетичната им отношения . Близостта на населението Talysh кавказки, данните могат да говорят за възможно път на преход на тази част от бялата раса с азиатските си родина, през Кавказ към Европа. Според същото изследване на населението в Кавказ най-малко е генетичното разстояние между грузинци и талиши.

## История
Страбон пише, че този край се сравнява по култура с Месопотамия или Древен Египет. По късно на тази територия съществуват две мощни държави: Кавказка Албания (Алвания) или Аран (от 4 век пр. Хр. до 9 век сл. Хр.), и Атропатена. По време на арабските завоевания тази територия е наречена Азербайджан (т.е. „земя на вечно горящите огньове“, от „зар“ – светлина, огън, заря). В началото на 19 век Талишкото ханство (основано през 17 век) влиза в състава на Руската империя.

## Религия
Освен догматическия мюсюлмански пантеон, у талишите е запазен и култът към редица местни богове от домюсюлманския период и свързаната с тях система от вярвания. Към тях принадлежи например Сийах-Галеш – божество покровител на едрия рогат добитък. Сред талишите шиити му съответства Хезер-Наби (Свети Сергий, на арменски: Сурб Саргис). Талишите особено почитат пророк Мойсей, който е един от главните персонажи на техния фолклор и с чието име е свързан цял комплекс от различни предания, разпространени сред тях. Приблизително 80% процента от талишите спазват принципите и догмите на исляма.

## Култура и бит
За традиционния бит са характерни патриархалните институции (взаимопомощ, кръвно отмъщение, гостоприемство). До днес са запазени талишки сватбени и трудови песни. През 1928 г. въз основа на латиницата е създадена талишката азбука. В училищата се преподава на езика азери (в Азербайджан) и на фарси (в Иран). Днес талишката общност в Азербайджан изпитва голямо влияние на азербайджанския език и базираната върху него култура. Аналогична е ситуацията и в Иран.

## Език
Талишкият език принадлежи към северозападната подгрупа на иранските езици и е най-близък до татските диалекти на Ирански Азербайджан и изчезналия език Килит. Както установява Б. В. Милър „ардебилският диалект от 14 век, на който шейх Сефи ад-Дин пише своите стихове, е близък до талишкия и предполага, че талишкият език може да се счита за наследник на един от диалектите на азерския език“. В. Б. Хенинг се съгласява с тази хипотеза. Талишкият намира по-далечна връзка с гилянския и мазендерския език. Районът на талишкия език на север се простира до село Борадига, на запад границата му е талишкият хребет, граничещ с Иран. На юг районът на разпространение на талишкия език минава през територията на Иран и достига до Каспийската низина, до точката Кепри-Чал, откъдето започва обхватът на езика Гилан.

## Поминък
Традиционни поминъци са земеделието (пшеница, ориз, чай, цитруси, зеленчуци, овошки), животновъдство (едър рогат добитък), бубарство, тъкачество (коприна и памук). И днес аграрно-промишленият комплекс е основа на икономиката на региона. Природно-икономическите условия са много подходящи за развитието на селското стопанство – това са влажният субтропичен климат, плодородните почви, наличието на водни запаси и достатъчното количество работна ръка. Преобладават ранните посеви, зеленчукопроизводството, отглеждането на чай, лозарството.